# Adopcionizam
Adopcionizam (lat. adoptio - posvojenje), koji se naziva i dinamički monarhizam, je ranokršćansko vjerovanje prema kojem je Isus rođen kao čovjek, a postao je Bogom kasnije u životu.
Adopcionizam je karakteristično obilježje rane kristologije. Prema tom gledištu, Isus nije bio božansko, već potpuno ljudsko biće, a postao je Mesija (grč. Krist) svojim bezgrešnim predanjem Božjoj volji. Vjeruje se da mu je Bog dao čudotvorne moći nakon što je dokazao svoju svetost.
Adopcionizam je bio uobičajen prije nego što je osuđen u kasnom 2. stoljeću. Adopcionizam je opetovano proglašavan herezom, najizričitije na Prvom ekumenskom saboru 325. u Niceji, gdje se Isus poistovjećuje s Bogom.
Jedna od najpoznatijih kršćanskih skupina koja je imala adopcionistički pogled na Krista bila je zajednica židovskih kršćana poznatih kao Ebioniti (ebion - "siromašni").